# Heinz Field
El Heinz Field és un estadi de futbol americà situat a la ciutat de Pittsburgh (Pennsilvània), Estats Units. Principalment és l'estadi dels Pittsburgh Steelers de l'NFL i dels Pittsburgh Panthers de l'NCAA. L'estadi va ser inaugurat el 2001, després de l'enderrocament de l'anterior recinte de tots dos equips, el Three Rivers Stadium. Aquesta edificació va ser nomenada per l'empresa localitzada a la mateixa ciutat Heinz, que va comprar els drets sobre el nom el 2001. En aquest estadi es va celebrar el Clàssic d'Hivern de l'NHL entre els Pittsburgh Penguins i els Washington Capitals l'1 de gener de 2011.
Fundat al costat del PNC Park i el David L. Lawrence Convention Center, l'estadi de 281 milions de dòlars es troba al costat del riu Ohio, en el Nord de Pittsburgh, al barri de North Stone. El recinte va ser dissenyat tenint en compte la història de l'acer a Pittsburgh, per la qual cosa es van incloure 12.000 tones d'acer en el disseny. L'inici de la construcció es va produir al juny de 1999 i el primer partit de futbol americà es va celebrar al setembre del 2001. La gespa natural de l'estadi ha estat criticada des de la seva instal·lació, però els propietaris dels Steelers han mantingut la gespa després de ser pressionats per entrenadors i jugadors. Les entrades pels 65.050 seients de l'estadi s'esgoten en cada partit que disputen els Pittsburgh Steelers, una ratxa que es remunta a 1972 (un any abans que l'NFL permetés emetre els partits en la televisió local). En el Coca-cola Great Hall es troba una col·lecció d'objectes històrics dels Steelers i els Panthers.